# Courtmacsherry Estuary SAC
Courtmacsherry Estuary SAC este o arie protejată (arie specială de conservare — SAC, sit de importanță comunitară — SCI) din Irlanda întinsă pe o suprafață de 741,63 ha, integral pe uscat.

## Localizare
Centrul sitului Courtmacsherry Estuary SAC este situat la coordonatele 51°38′35″N 8°42′28″W / 51.643154°N 8.707702°V.

## Înființare
Situl Courtmacsherry Estuary SAC a fost declarat sit de importanță comunitară în noiembrie 1997 pentru a proteja 9 specii de animale. Situl a fost protejat și ca arie specială de conservare în iulie 2021.

## Biodiversitate
Situată în ecoregiunea atlantică, aria protejată conține 10 habitate naturale: Estuare, Terase mlăștinoase și terase nisipoase neacoperite de apă la reflux, Vegetație anuală la limita mareei, Vegetație perenă pe țărmurile stâncoase, Salicornia și alte specii anuale care populează regiunile mlăștinoase și nisipoase, Pășuni atlantice udate de apa mării (Glauco-Puccinellietalia maritimae), Pășuni mediteraneene udate de apa mării (Juncetalia maritimi), Dune mobile cu vegetație embrionară, Dune mobile de-a lungul țărmului cu Ammophila arenaria („dune albe”), Dune de coastă fixe cu vegetație erbacee („dune gri”).
La baza desemnării sitului se află mai multe specii protejate de  păsări (9): rață fluierătoare (Anas penelope), fugaci de țărm (Calidris alpina), scoicar (Haematopus ostralegus), sitar de mal nordic (Limosa lapponica), sitar de mâl (Limosa limosa), Mergus serrator, ploier auriu (Pluvialis apricaria), fluierarul cu picioare roșii (Tringa totanus), nagâț (Vanellus vanellus).
Pe lângă speciile protejate, pe teritoriul sitului au mai fost identificate 1 specie de plante.